# Louis Potheau
Louis Adrien Potheau est un skipper français né le 14 août 1870 à Meudon Bellevue et mort le 18 février 1955 à Vaison-la-Romaine.

## Carrière
En 1906 Louis Potheau remporte la Coupe internationale du Cercle de la voile de Paris, dite One Ton Cup, sur Feu Follet. C'est la dernière coupe disputée sur des un-tonneau à la jauge française.
Louis Potheau participe à la course de classe 6 mètres des Jeux olympiques d'été de 1908 qui se déroulent à Londres.
À bord de Guyoni, il remporte avec Henri Arthus et Pierre Rabot la médaille de bronze.